# 10 PALETTES
『10 PALETTES』（10パレッツ）は、日本の音楽ユニット・dip in the poolが1988年に発売した通算2作目のスタジオ・アルバム。発売元は、MOON / ワーナー・パイオニア。

## 解説
「10 PALETTES」という題名の通りに曲目は10曲であり、アンビエントやクラシカルな要素が強かった前作に比べるとよりヨーロピアンテイストのポップミュージックを志向した作りになっている。
CDの他にもLPレコードやCTでも発売されている、1994年に再発盤リリース。

## 収録曲
1. Jane,who do you love? (4:53)
作詞：甲田益也子、作曲・編曲：木村達司
2. Plaebo reactor (4:03)
作詞：Dr.Frost、作曲・編曲：木村達司
3. Birth (4:47)
作詞：Seemore Saymore、作曲・編曲：木村達司
4. Pinkdelight (4:29)
作詞：甲田益也子、作曲：佐久間正英、編曲：木村達司・佐久間正英
5. Die kleine ewigkit (4:42)
作詞：Yvonne Broschard、作曲：佐久間正英、編曲：木村達司・佐久間正英
6. Tambourine (4:31)
作詞：甲田益也子、作曲・編曲：木村達司
シングル『黒いドレスの女～Ritual～』のc/w。今作のために新録されている。
7. It's so different here (4:07)
作詞・作曲：Liam Sternberg、編曲：木村達司
8. Two too white cukoos (4:45)
作詞：Ms.Wong、作曲・編曲：木村達司
9. Miracle play (on Christmas) (4:34)
作詞：甲田益也子、作曲：木村達司、編曲：木村達司・佐久間正英
dip in the poolの代表曲『Miracle Play 天使が降る夜』のアルバムver。こちらは英語で歌われている。
10. ゆめみるもののうた (3:41)
作詞：甲田益也子、作曲：木村達司、編曲：木村達司・佐久間正英
作中で唯一日本語歌詞のトラック。

## 参加ミュージシャン
- 佐久間正英 - electric guitar、acoustic guitar、electric bass、stick bass、keyboards、recorder、wind controller、computer programming
- そうる透 - percussion
- 藤沢由裕 - sax